# Verkehrsministerium der Russischen Föderation

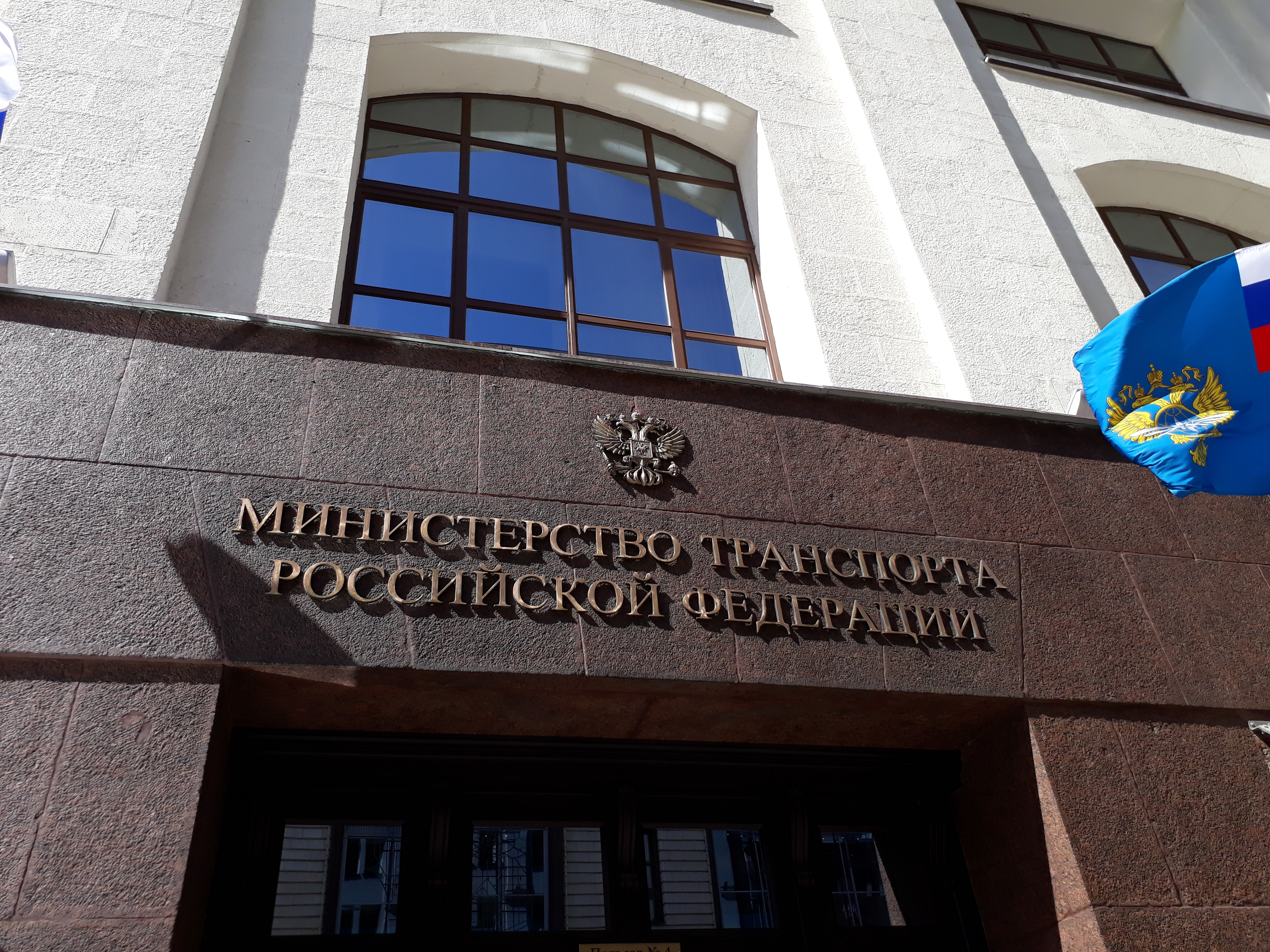
Gebäudefassade des Verkehrsministeriums (2017)

Flagge des Mintrans

Das Verkehrsministerium der Russischen Föderation (russisch Министерство транспорта Российской Федерации Ministerstwo transporta Rossijskoi Federazii) ist das für Verkehr zuständige Ministerium der Russischen Föderation und eines der 16 Ministerien der russischen Föderalregierung.

## Zuständigkeit und Organisation
Das Ministerium ist für die Planung und Umsetzung der russischen Verkehrspolitik zuständig, was in Russland, aufgrund der Größe und dünnen Besiedlung des Landes, eine besondere Herausforderung darstellt.
Dem Ministerium sind folgende Behörden untergeordnet:
- Föderaler Dienst für Verkehrsaufsicht (Rostransnadsor)
- Föderales Luftverkehrsamt (Rosawiadsia)
- Föderaler Dienst für Fernstraßen (Rosawtodor)
- Föderaler Bahnverkehrsdienst (Roscheldor)
- Föderaler Dienst für Wasserwege und Schiffsverkehr (Rosmorrechflot)

Minister ist seit 2020 Witali Saweljew.

## Liste der Verkehrsminister der Russischen Föderation
| Witali Jefimow  | 1990–1996 |
| Nikolai Zach    | 1996–1998 |
| Sergei Frank    | 1998–2004 |
| Igor Lewitin    | 2004–2012 |
| Maxim Sokolow   | 2012–2018 |
| Jewgeni Ditrich | 2018–2020 |
| Witali Saweljew | 2020–2024 |
| Roman Starowoit | 2024–2025 |
| Andrey Nikitin  | seit 2025 |